# Fuerte Nassau (Curazao)
El Fuerte Nassau (en neerlandés: Fort Nassau) oficialmente llamado Fuerte Orange Nassau (Fort Oranje Nassau) por la Casa de Orange, pero rara vez conocido así, es una fortificación que se encuentra a 68 metros sobre el Schottegat, el puerto de Willemstad la capital de la isla de Curazao, un país autónomo del Reino de los Países Bajos en las Antillas.
En 1797 se construyó como el Fuerte República (Fort Republiek). Curazao era entonces solo una colonia neerlandesa. Para la construcción participó con 60.000 florines. Fue conquistada en 1807 por los británicos, pero regresó en 1816 al Reino de los Países Bajos. La bahía de Santa Anna y parte del centro de Willemstad, estuvieron a cargo de la fortaleza. Hoy en día es una señal del puerto y de la torre de control. Desde 1959 también hay un restaurante situado en el fuerte. La fortificación esta también todavía en gran parte en su estado original.

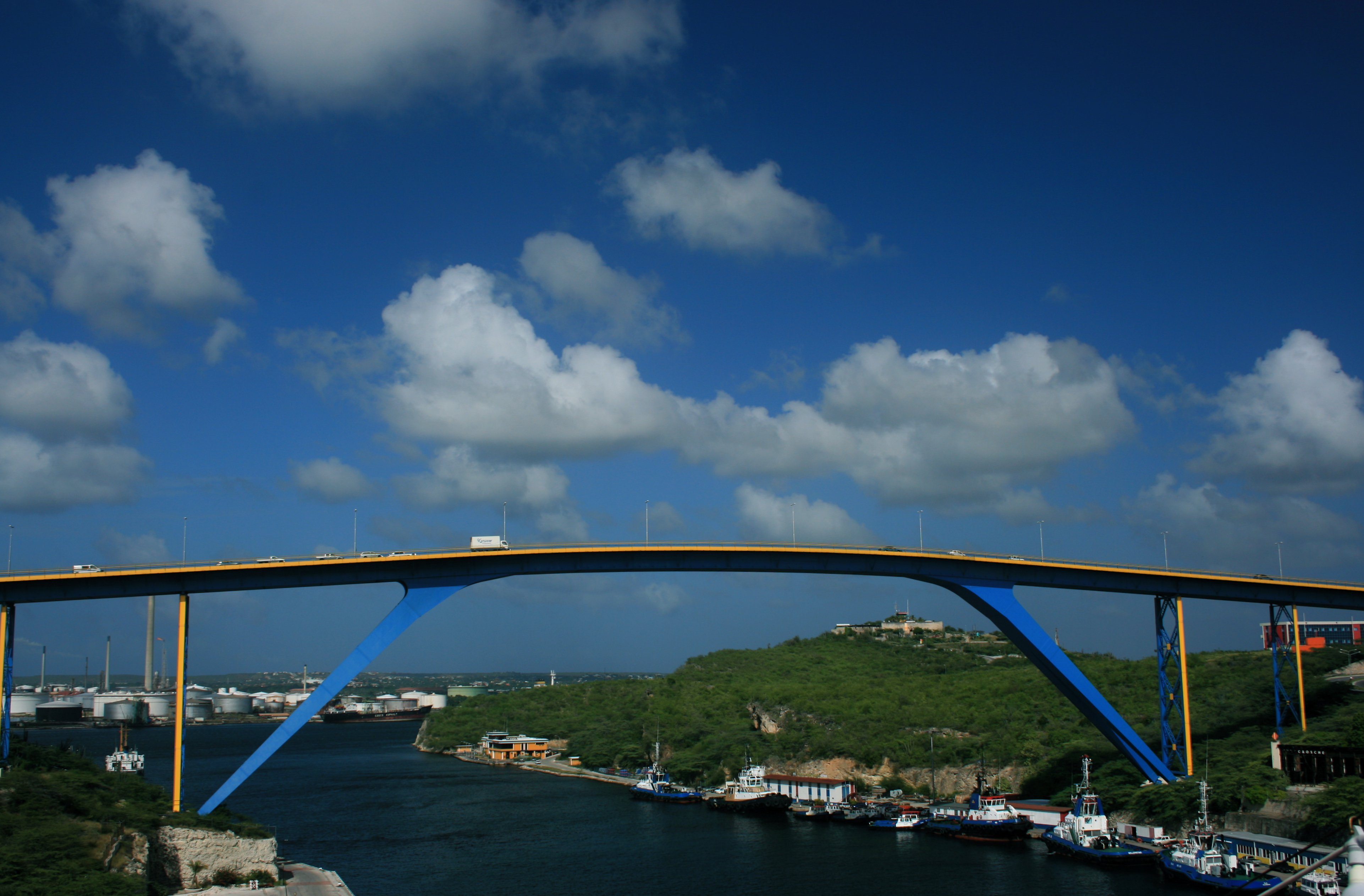
Vista del Fuerte en 2007 al fondo del Puente Reina Juliana